# Besokatra
La Besokatra est une rivière du versant est de Madagascar dans la région Diana. Elle se jette dans l'Océan Indien.